# Уилсон, Трейси
Тре́йси Уи́лсон (англ. Tracy Wilson; родилась 25 сентября 1961, Лашин, Квебек, Канада) — канадская фигуристка, выступавшая в танцах на льду в паре с Робом Макколом, а по окончании карьеры работает тренером в группе Брайана Орсера. С Макколом она является семикратной чемпионкой Канады (1982—88), трижды — бронзовым призёром чемпионатов мира и бронзовым призёром Олимпийских игр 1988 года.

## Биография
Трейси Уилсон родилась 25 сентября 1961 года в Лашине, канадская провинция Квебек. Она выросла в Порт-Муди (провинция Британская Колумбия). В детстве Трейси занималась плаваньем и прыжками в воду, трижды участвуя в местных соревнованиях. Участвовала в соревнованиях в Кокуитламе с 1967 года, а в 1970 году перешла в Aquarians из Порт-Муди. Вскоре она поступила в колледж, где проучилась всего один семестр, после чего встала в пару с Робом Макколлом.
В 1987 году Уилсон вышла замуж за Брэда Кинселлу. Хотя она не меняла свою фамилию, её иногда упоминают как Трейси Уилсон-Кинселла. У Трейси и Брэда трое детей — два сына, которые играют в хоккей, и дочь, которая занимается конным спортом. Известно, что супруги живут в Торонто.

## Карьера
Уилсон встала на коньки в шестилетнем возрасте в Кокуитламе. После переезда в Порт-Муди она стала членом местного клуба. Она впервые приняла участие в соревнованиях в танцах на льду, когда ей было пятнадцать лет. На юниорском уровне Уилсон каталась с Марком Стоксом. Они стали чемпионами Канады среди юниоров в 1980 году.
Летом 1981 года Уилсон встала в пару с Робом Макколлом. Их партнерство началось на Elgin Barrow Arena в Ричмонд-Хилле, и на протяжении всей карьеры они тренировались там. Вместе они семь раз выиграли чемпионат Канады (с 1982 по 1988 год). Они становились победителями этапа Skate Canada в 1983 и 1987 годах. При этом золото 1983 года стало первым для сборной Канады. Уилсон и Макколл становились трижды подряд бронзовыми призерами чемпионата мира (1986—1988). Они участвовали в зимних Олимпийских играх 1984 и 1988 годов, завоевав бронзовую медаль на домашних для них Играх 1988 года в Калгари. Эта медаль стала первой олимпийской медалью Канады в танцах на льду.
После чемпионата мира 1988 года они решили стать профессионалами. Они выиграли чемпионат мира среди профессионалов в 1989 году. Пара также выступала в Stars on Ice в течение двух лет, а также принимала участие в других шоу. В марте—апреле 1990 года Макколу был поставлен диагноз СПИД, и его здоровье ухудшалось. Несмотря на массовый общественный страх перед СПИДом в то время, Уилсон продолжала кататься на коньках вместе с Макколлом. Пара поставила несколько шоу, а также участвовала в чемпионате мира среди профессионалов 1990 года. Уилсон пришлось прекратить кататься на коньках с рождением первого ребёнка в 1991 году. Вскоре после этого здоровье Макколла ухудшилось и он умер 15 ноября 1991 года. После этого Уилсон окончательно ушла из танцев на льду, однако она каталась в качестве одиночницы, будучи беременной, в шоу памяти Маккола 21 ноября 1992 года.

## Результаты
| Любительская карьера  | Любительская карьера | Любительская карьера |
| Соревнование \ Сезон  | 79/80                | 80/81                |
| --------------------- | -------------------- | -------------------- |
| Nebelhorn Trophy      |                      | 8                    |
| Чемпионаты Канады     | 1 J.                 |                      |
| J = юниорский уровень |                      |                      |

| Соревнование \ Сезон         | 81/82                | 82/83                | 83/84                | 84/85                | 85/86                | 86/87                | 87/88                | 88/89                | 89/90                | 90/91                |
| Любительская карьера         | Любительская карьера | Любительская карьера | Любительская карьера | Любительская карьера | Любительская карьера | Любительская карьера | Любительская карьера | Любительская карьера | Любительская карьера | Любительская карьера |
| ---------------------------- | -------------------- | -------------------- | -------------------- | -------------------- | -------------------- | -------------------- | -------------------- | -------------------- | -------------------- | -------------------- |
| Олимпийские игры             |                      |                      | 8                    |                      |                      |                      | 3                    |                      |                      |                      |
| Чемпионаты мира              | 10                   | 6                    | 6                    | 4                    | 3                    | 3                    | 3                    |                      |                      |                      |
| Этапы Гран-при: Skate Canada |                      | 2                    | 1                    |                      |                      |                      | 1                    |                      |                      |                      |
| Novarat Trophy               |                      |                      |                      |                      |                      | 1                    |                      |                      |                      |                      |
| Prague Skate                 | 4                    |                      |                      |                      |                      |                      |                      |                      |                      |                      |
| St. Ivel                     |                      | 4                    |                      | 1                    |                      |                      |                      |                      |                      |                      |
| Чемпионаты Канады            | 1                    | 1                    | 1                    | 1                    | 1                    | 1                    | 1                    |                      |                      |                      |
| Профессиональная карьера     |                      |                      |                      |                      |                      |                      |                      |                      |                      |                      |
| Чемпионаты мира              |                      |                      |                      |                      |                      |                      |                      | 2                    | 1                    | ?                    |
| Challenge of Champions       |                      |                      |                      |                      |                      |                      |                      |                      | 3                    |                      |

## Тренерская карьера
В 2006 году Уилсон и Брайан Орсер были наняты «Клубом по крикету и кёрлингу» в Торонто в качестве консультантов, чтобы помочь восстановить программу развития фигурного катания. Они решили остаться и продолжать тренерскую деятельность, обучая детей, взрослых и элитных фигуристов.
Её нынешние студенты включают в себя:
- Чха Чжун Хван
- Джейсон Браун[20]
- Рика Кихира[21]
- Цзинь Боян[22]

Среди ее бывших учеников:
- Хавьер Фернандес[23]
- Юдзуру Ханю[24]
- Нам Нгуен[25]
- Любовь Илюшечкина / Дилан Москович[26]
- Соня Лафуэнте[27]
- Евгения Медведева[28]

## Вне льда
С 1990 года Уилсон работала аналитиком по фигурному катанию на телевидении в американских и канадских телекомпаниях, включая CBS , NBC , CBC , CTV (TSN), ABC и Turner Sports (TNT). Она также писала репортажи для сайта TSN.
Уилсон также занимается постановкой программ и хореографией, в частности, помогала канадской юниорской паре, выступающей в танцах на льду, Эдре и Эдберту Хонгам.
Уилсон также является активисткой в борьбе со СПИДом. Она была одним из главных организаторов шоу в память о Робе Макколе, а также собирала средства для исследований в области СПИДа.
Она является послом благотворительной организации S’port for Kids Foundation.

## Награды
В 1988 году Уилсон и Макколл стали членами Ордена Канады. Это самая высокая награда Канады.
Уилсон была также включена в несколько залов славы, в том числе:
- 1989 — Канадский Олимпийский Зал Славы[7]
- 1991 — Зал спортивной славы Британской Колумбии[10]
- 1999 — Зал спортивной славы Ричмонд Хилл[12]
- 2003 — Канадский Зал Славы скейта[11]
- 2005 — Зал Славы Ассоциация летнего плавания BC[4]

В 1995 году был основан приз имени Трэйси Уилсон и Роба Макколла, вручающийся спортсменам, соревнующимся в парах. Среди победителей были пары в гребле, бобслее и теннисе
.